# Suhl
Suhl er en by i den tyske delstat Thüringen. Byen har omkring 42.000 indbyggere (pr. 2006) og et areal på 102,7 km². Den ligger i den sydlige del af delstaten, omkring 60 km syd for Erfurt.